# Camila Kater
Camila Kater (São Paulo, 21 de abril de 1990) é uma diretora, roteirista e animadora brasileira. Seu curta Carne rendeu-lhe o reconhecimento em prêmios e festivais de todo o mundo, incluindo uma pré-indicação ao Goya.

## Biografia
Camila Kater é graduada em Comunicação Social - Midialogia pela Universidade Estadual de Campinas (Unicamp). Em 2012 obteve uma bolsa no programa Ciência sem Fronteiras do governo brasileiro, para estudar Produção de Cinema e Televisão na British Anglia Ruskin University, em Cambridge.
Trabalhou em diversas obras, tanto em curtas quanto em longas de animação. Ela trabalhou em produções stop-motion como animadora, diretora de arte e criadora de fantoches em curtas-metragens como Apple, The Trial, Flirt, Unspeakable. Participou dos longas-metragens Voyagers of the Enchanted Forest e de Bob Spit, We Don't Like People, como assistente de arte e animação.
Kater faz parte do Centro de Cinema de Animação de Campinas e é co-fundadora e coordenadora da La Extraordinária Semana de Mostras Animadas (LESMA), no Brasil, que completou três edições na Unicamp, com o apoio de festivais como o MONSTRA (Festival de Cine de Lisboa Animação), ANIMAGE (Festival Internacional de Animação de Pernambuco) e Festival Internacional StopTrik (Eslovênia, Polônia).

## Filmografia
Carne foi seu primeiro curta-metragem e pelo qual recebeu o maior reconhecimento por seu trabalho até hoje. Carne, titulado internacionalmente como Flesh, é coproduzido entre a Espanha (Chelo Lourero, Abano Productions) e o Brasil (Livia Pérez, Doctela). A música foi composta por Sofía Oriana Infante e o roteiro é de Camila Kater e Ana Julia Cavalheiro.
Os críticos afirmam que Carne é um "exemplo brilhante de documentário de animação e como pode ser estimulante a perspectiva de gênero no cinema" e também, quanto ao seu conteúdo, "Carne celebra e explora a feminilidade em sucessivas etapas da vida, além de apresentar um novo exame dos tabus perenes que pesam nas concepções do corpo feminino ". Em Carne é contada a história de cinco mulheres e sua relação com o corpo, desde a infância até a terceira idade.
Ele estreou no Locarno International Film Festival em 2019 e a partir de então foi selecionado para mais de 300 festivais de cinema em todo o mundo, incluindo TIFF, IDFA, DOK Leipzig, AFI, Palm Springs ShortFest, Annecy e Tampere, entre muitos outros. Ele recebeu cerca de 70 prêmios.
Carne esteve na lista de nomeações para o Prêmio Goya em 2021 e esteve qualificado para o Oscar em 2021.  Após o anúncio da possível candidatura, algumas cineastas e feministas internacionalmente, entre as quais estão a diretora Isabel Coixet, a atriz brasileira Alice Braga ou a crítica de cinema americano B. Ruby Rich, mostrou seu apoio ao curta.